# Milton Wynants
Milton Ariel Wynants Vázquez (Paysandú, 29 marzo 1972) è un ex pistard e ciclista su strada uruguaiano.

## Palmarès

### Olimpiadi
- 1 medaglia:
  - 1 argento (Sydney 2000 nella corsa a punti)

### Mondiali
- 1 medaglia:
  - 1 argento (Melbourne 2004 nella corsa a punti)

### Giochi panamericani
- 5 medaglie:
  - 2 ori (Santo Domingo 2003 nella corsa a punti; Santo Domingo 2003 nel ciclismo su strada corsa in linea)
  - 1 argento (Mar del Plata 1995 nella corsa a punti)
  - 2 bronzi (Winnipeg 1999 nella corsa a punti; Rio de Janeiro 2007 nella corsa a punti)